# Diplommatinidae
Diplommatinidae zijn een familie van landslakken. De soorten uit de familie hebben een operculum.

## Taxonomie
De familie kent de volgende indeling:
- Subfamilie Diplommatininae L. Pfeiffer, 1857
  - Geslacht Diplommatina
  - Geslacht Opisthostoma
    - Ondergeslacht Plectostoma

  - Geslacht Palaina
- Subfamilie Cochlostomatinae Kobelt, 1902
  - Geslacht Cochlostoma
  - Geslacht Toffolettia Giusti, 1971

- Niet ingedeeld in een subfamilie
  - Geslacht Malarinia

## Taxonomische indeling volgens WoRMS

### Geslachten
- Adelopoma Doering, 1885
- Arinia H. Adams & A. Adams, 1856
- Benigoma Kuroda, 1928
- Clostophis Benson, 1860
- Cylindropalaina Möllendorff, 1897
- Diancta E. von Martens, 1864
- Diplommatina Benson, 1849
- Eclogarinia Wenz, 1939
- Entypogyra Hrubesch, 1965 †
- Fermepalaina Iredale, 1945
- Gastroptychia Kobelt & Möllendorff, 1900
- Habeas Simone, 2013
- Habeastrum Simone, 2019
- Helicomorpha Möllendorff, 1890
- Hungerfordia Beddome, 1889
- Laotia Saurin, 1953
- Luzonocoptis Páll-Gergely & Hunyadi, 2017
- Malarinia Haas, 1961
- Moussonia O. Semper, 1865
- Niahia Vermeulen, 1996
- Nicida W.T. Blanford, 1868
- Notharinia Vermeulen, Phung & Truong, 2007
- Occidentina Harzhauser & Neubauer, 2018 †
- Opisthostoma W.T. Blanford & H.F. Blanford, 1860
- Palaina O. Semper, 1865
- Palmatina Iredale, 1944
- Paradiancta Quadras & Möllendorff, 1895
- Plectostoma H. Adams, 1865
- Pseudonicida Hrubesch, 1965 †
- Velepalaina Iredale, 1937